# En Vivo!
En Vivo! é um álbum ao vivo da banda Iron Maiden. Foi lançado mundialmente em 26 de março de 2012, 23 de março na Austrália, 27 de março em Estados Unidos e Canadá e 28 de março no Japão. O álbum foi gravado em uma apresentação da banda no Estádio Nacional em Santiago, Chile, no dia 10 de Abril de 2011, durante a turnê The Final Frontier World Tour.

## Background

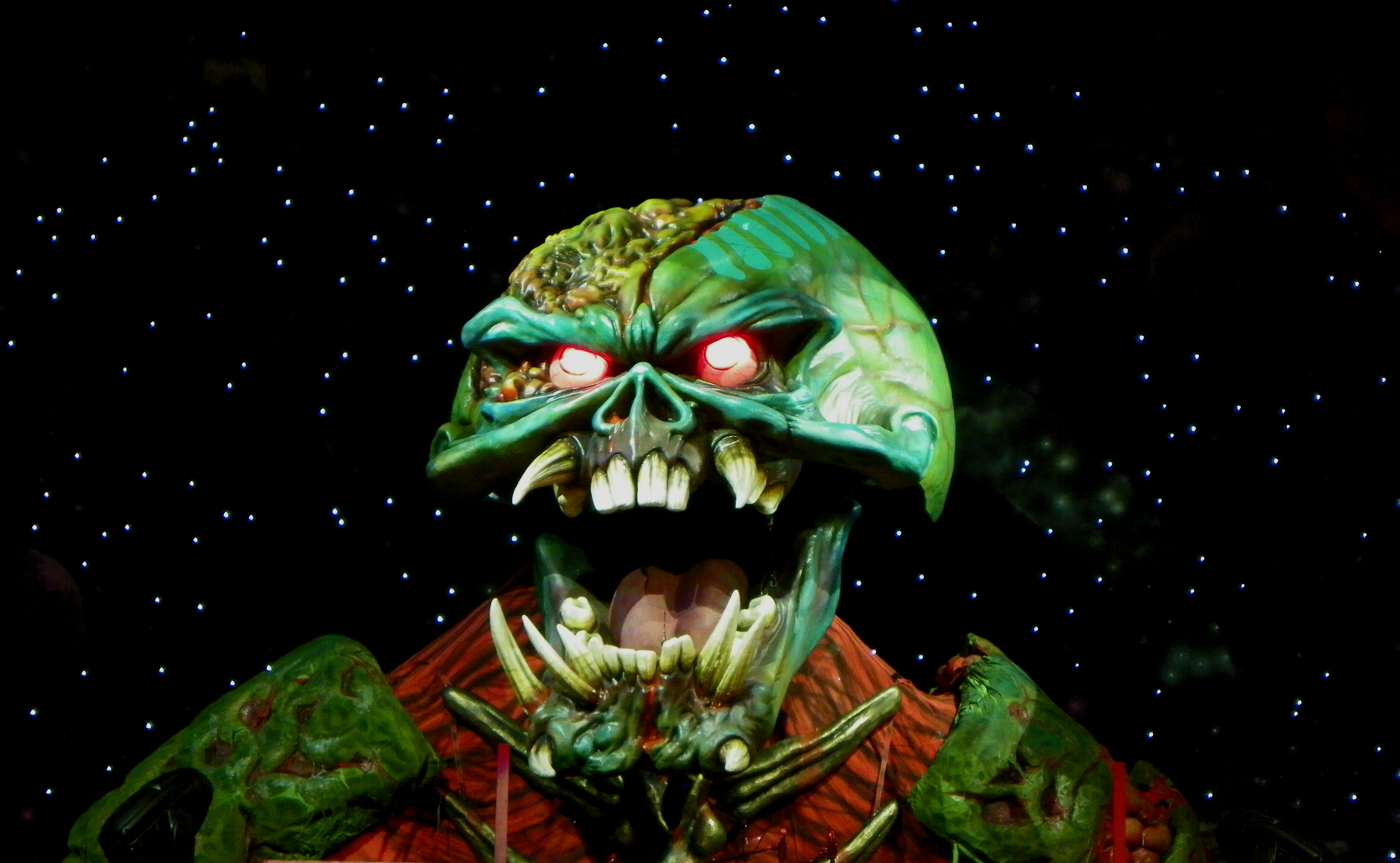
Eddie no palco dos shows.

A intenção de lançar um álbum ao vivo da turnê The Final Frontier World Tour foi anunciado pela primeira vez no comunicado de imprensa para à compilação  From Fear to Eternity em 15 de Março de 2011, em que o empresário da banda, Rod Smallwood, informou que os shows em Santiago, Chile e Buenos Aires, Argentina estavam sendo filmado para um lançamento em DVD. A data de lançamento, o título, e a arte da capa foram divulgados em 17 janeiro de 2012 no topo da notícia de que seria também disponível em Blu-ray, CD e LP (bem como o formato de DVD acima). Além disso, a banda confirmou que eles tinham escolhido o show de Santiago como a principal base para o lançamento, com o baixista e membro fundador Steve Harris comenta: "Depois de muita consideração, que escolheu o show de Santiago como nós sentimos que era uma das nossas melhores performances da turnê inteira e tocar no prestigioso Estadio Nacional foi um momento marcante para nós ".

## Lista de faixas

### Disco 1
| N.º            | Título                                          | Compositor(es)                 | Duração |  |
| 1.             | "Satellite 15..." (The Final Frontier, 2010)    | Harris, Adrian Smith           | 4:36    |  |
| 2.             | "The Final Frontier" (The Final Frontier, 2010) | Harris, Adrian Smith           | 4:10    |  |
| 3.             | "El Dorado" (The Final Frontier, 2010)          | Bruce Dickinson, Harris, Smith | 5:52    |  |
| 4.             | "2 Minutes To Midnight" (Powerslave, 1984)      | Dickinson, Smith               | 5:50    |  |
| 5.             | "The Talisman" (The Final Frontier, 2010)       | Janick Gers, Harris            | 8:45    |  |
| 6.             | "Coming Home" (The Final Frontier, 2010)        | Dickinson, Steve Harris, Smith | 5:57    |  |
| 7.             | "Dance Of Death" (Dance of Death, 2003)         | Gers, Harris                   | 9:03    |  |
| 8.             | "The Trooper" (Piece of Mind, 1983)             | Harris                         | 3:59    |  |
| 9.             | "The Wicker Man" (Brave New World, 2000)        | Dickinson, Harris, Smith       | 5:06    |  |
| Duração total: | Duração total:                                  | Duração total:                 | 53:18   |  |

### Disco 2
| N.º            | Título                                                      | Compositor(es)           | Duração |  |
| 1.             | "Blood Brothers" (Brave New World, 2000)                    | Harris                   | 7:04    |  |
| 2.             | "When The Wild Wind Blows" (The Final Frontier, 2010)       | Harris                   | 10:37   |  |
| 3.             | "The Evil That Men Do" (Seventh Son of a Seventh Son, 1988) | Dickinson, Harris, Smith | 4:17    |  |
| 4.             | "Fear Of The Dark" (Fear of the Dark, 1992)                 | Harris                   | 7:30    |  |
| 5.             | "Iron Maiden" (Iron Maiden, 1980)                           | Harris                   | 5:08    |  |
| 6.             | "The Number Of The Beast" (The Number of the Beast, 1982)   | Harris                   | 4:57    |  |
| 7.             | "Hallowed Be Thy Name" (The Number of the Beast, 1982)      | Harris                   | 7:28    |  |
| 8.             | "Running Free" (Iron Maiden, 1980)                          | Paul Di'Anno, Harris     | 7:57    |  |
| Duração total: | Duração total:                                              | Duração total:           | 54:58   |  |

### Blu-ray/DVD Bônus
1. Behind The Beast documentary
2. Satellite 15...The Final Frontier promo video (director's cut)
3. The Making of Satellite 15...The Final Frontier promo
4. The Final Frontier World Tour Show Intro

## Integrantes
- Bruce Dickinson - vocal
- Dave Murray - guitarra
- Adrian Smith - guitarra, vocal de apoio
- Janick Gers - guitarra
- Steve Harris - baixo, vocal de apoio
- Nicko McBrain - bateria

com
- Michael Kenney - teclado